# Břehule konžská
Břehule konžská (Riparia congica) je létavý pták z řádu pěvců.

## Výskyt
Vyskytuje se v Africe, zejména podél řeky Kongo a jejího přítoku, řeky Ubangi. V rámci svého areálu rozšíření jde o poměrně početný druh. Typickým biotopem jsou kolmé písčité břehy řek, do kterých si vyhrabává své hnízdní nory. Není tažná.

## Ekologie
Hnízdí v koloniích v únoru a březnu. Každý pár si hrabe svou samostatnou noru. Hnízdo je umístěno na konci nory. O její hnízdní biologii toho není příliš mnoho známo, nicméně předpokládá se, že je podobná v Česku hnízdící břehuli říční (Riparia riparia).